# 美香クレア
美香クレア（みか・クレア、本名：美香クレア・ネルソン）は、アメリカ合衆国出身のファッションモデル、タレント。
子役の頃より、主としてファッション雑誌などでのモデルとして活動する傍ら、1996年よりテレビ番組「ポンキッキーズ」で歌と踊りをする「リトルラビッツ」として出演した。2004年度からNHK教育テレビ番組「ミニ英会話・とっさのひとこと」（2004年度は「ホノルル・親孝行編」、2005年度は「サンフランシスコ・旅は道連れ編」）の講師（ナビゲート）役としても出演。